# کامی کشمیری
کامی کشمیری (متولد ۲۳ ژانویه ۱۹۶۹) یک پرتابگر دیسک سابق ایرانی‌تبار از ایالات متحده است. وی بیشتر به خاطر کسب مدال طلا در مسابقات پرتاب دیسکوهای آقایان در دانشگاه تابستانی ۱۹۸۹ در دویزبورگ، آلمان غربی شهرت دارد.
کشمیری در ۲۷ ژوئیه ۱۹۸۸ بهترین‌های شخصی خود (۵۱٫۲۸ متر) را در مسابقات قهرمانی نوجوانان جهانی ۱۹۸۸ در دو و میدانی در سودبوری، انتاریو تعیین کرد. وی همچنین در دانشگاه نوادا در رنو سه عنوان دیسک دیسک NCAA را کسب کرد.
پدرش جلال کشمیری در ایران به دنیا آمد و در المپیک ۱۹۶۸ نماینده ایران بود.
وقتی در دبیرستان رنو بود، در سال ۱۹۸۷ رکورد دبیرستان ملی را در پرتاب دیسکو قرار داد.
کشمیری یکی از تنها ورزشکاران المپیک آمریکایی بود که مدال خود را پس از پیدا شدن استروئید در سیستم بدنش گرفت.

## دستاوردها
| سال                                  | مسابقه                                  | محل برگزاری                          | مقام                                 | رویداد                               | توضیحات                              |
| Representing the ایالات متحده آمریکا | Representing the ایالات متحده آمریکا    | Representing the ایالات متحده آمریکا | Representing the ایالات متحده آمریکا | Representing the ایالات متحده آمریکا | Representing the ایالات متحده آمریکا |
| ------------------------------------ | --------------------------------------- | ------------------------------------ | ------------------------------------ | ------------------------------------ | ------------------------------------ |
| ۱۹۸۸                                 | مسابقات قهرمانی دو و میدانی جوانان جهان | سادبری، کانادا                       | دوم                                  | دیسک                                 | ۵۴٫۶۸ متر                            |
| ۱۹۹۰                                 | بازی‌های گودویل                          | سیاتل، ایالات متحده                  | دوم                                  | دیسک                                 | ۶۵٫۵ متر                             |

 در سال ۱۹۹۲، فدراسیون بین‌المللی ورزش‌های آماتوری پس از آزمایش مثبت متانولون، کشمیری را ممنوع از مسابقات اعلام کرد.